# Мохан, Махита
Махита Мохан (англ. Mahitha Mohan, род. 1 июня 1988, Сринагар) — индийская шоссейная и трековая велогонщица.

## Карьера
Махита Мохан начала заниматься велоспортом в 2002 году, в возрасте 14 лет, вслед за своим старшим братом Сантану, также велогонщиком. Семья жила в Тодупуже, небольшом городке в индийского штата Керала. Ближайший велотрек для тренировок находилась в Тривандраме, более чем в 5 часах езды.
Многократная чемпионка Индии по шоссейному и трековому велоспорту. На Южноазиатских играх 2010 года стала обладательницей золотой медали в групповой гонке. В 2010 году была названа лучшей велогонщицей Индии.

## Достижения

### Шоссе
2006
3-я на Чемпионат Индии — командная гонка
2007
 Чемпионка Индии — командная гонка
3-й на Чемпионат Индии — индивидуальная гонка
2008
2-й на Чемпионат Индии — критериум
2-й на Чемпионат Индии — групповая гонка
3-я на Чемпионат Индии — командная гонка
2010
 Южноазиатские игры 2010 — групповая гонка
 Южноазиатские игры 2010 — командная гонка

### Трек
2006
2-я на Чемпионат Индии — гонка по очкам
2007
 Чемпионка Индии — гонка по очкам
 Чемпионка Индии — командный спринт
2-я на Чемпионат Индии — спринт
2-я на Чемпионат Индии — гит
2-я на Чемпионат Индии — командная гонка преследования
2-я на Чемпионат Индии — командный спринт
3-я на Национальные игры Индии — спринт
3-я на Национальные игры Индии — командный спринт
2009
 Чемпионка Индии — гонка по очкам
 Чемпионка Индии — гит
 Чемпионка Индии — командный спринт
2-я на Чемпионат Индии — спринт
2-я на Чемпионат Индии — командная гонка преследования
3-я на Чемпионат Индии — командный спринт